# هلموت داکادام
هلموت داکادام (به رومانیایی: Helmuth Duckadam) (زادهٔ ۱ آوریل ۱۹۵۹ – درگذشتهٔ ۲ دسامبر ۲۰۲۴) بازیکن فوتبال اهل رومانی بود که در پست دروازه‌بان برای باشگاه استوا بخارست و تیم ملی رومانی بازی کرده‌است.
به‌خاطر عملکرد داکادام در فینال جام باشگاه‌های اروپا ۱۹۸۶، که منجر به غلبهٔ استوا بخارست بر بارسلونا و کسب تنها قهرمانی باشگاه‌های رومانیایی در بالاترین سطح رقابت‌های باشگاهی اروپا شد، از او به‌عنوان «قهرمان سویل» یاد می‌شود. مسابقهٔ مذکور در پایان وقت‌های عادی و اضافه با نتیجهٔ ۰–۰ به پایان رسید و در ضربات پنالتی استوا با نتیجهٔ ۲–۰ بارسلونا را شکست داد و فاتح اروپا شد.
داکادام هر ۴ ضربهٔ پنالتی بازیکنان بارسلونا را مهار کرد. این برای نخستین بار در تاریخ فوتبال بود که دروازه‌بانی، ۴ ضربه پنالتی پیاپی تیم حریف را مهار می‌کند.
هلموت داکادام در ۲ دسامبر ۲۰۲۴، در سن ۶۵ سالگی درگذشت.

## افتخارات

### باشگاهی
استوا بخارست
- لیگ یک: ۸۵–۱۹۸۴، ۸۶–۱۹۸۵
- کوپا رومانی: ۸۵–۱۹۸۴
- لیگ قهرمانان اروپا: ۸۶–۱۹۸۵

### فردی
- فوتبالیست سال رومانی: ۱۹۸۶[۹]
- توپ طلا: ۱۹۸۶ (رتبه هشتم)[۱۰][۱۱]